# Torre de Lopera
La Torre de Lopera, es un torreón localizado en Utrera, provincia de Sevilla. Fue declarada Bien de Interés Cultural.

## Localización
Se localiza al sur de la Serrezuela de Lopera.

## Conservación
La edificación se conserva en ruinas.